# Park Ye-jin
Park Ye-jin (Seúl; 1 de abril de 1981) es una actriz surcoreana.

## Biografía
En 2009 comenzó a salir con el actor Park Hee-soon (quien es once años mayor que ella), la pareja confirmó la relación en 2011 y finalmente en junio de 2015 la pareja se casó.
Es amiga de las actrices Jang Na-ra, Cho Yeo-jeong y de la rapera Jessi.

## Carrera
En octubre del 2019 se unió al elenco recurrente de la serie My Country donde interpretó a la Reina Sindeok.

## Filmografía

### Serie de televisión
| Año  | Título                | Papel                                                             | Red  |
| ---- | --------------------- | ----------------------------------------------------------------- | ---- |
| 1998 | LA Arirang            |                                                                   |      |
| 1999 | Ad Madness            |                                                                   |      |
| 2001 | Four Sisters          | Jung Yoo-sun                                                      | MBC  |
| 2001 | That's Perfect        | MBC                                                               |      |
| 2002 | Since We Met          | Jo Hye-won                                                        | MBC  |
| 2002 | Jang Hui-bin          | Suk-bin Choe                                                      | KBS2 |
| 2004 | What Happened in Bali | Choi Young-joo                                                    | SBS  |
| 2004 | Little Women          | Jung Hye-deuk                                                     | SBS  |
| 2004 | When a Man Is in Love | Park Jung-woo                                                     | SBS  |
| 2005 | Rebirth: Next         | Lee Soo-hyun/Choi Yeon-hwa/ Ja Woon-young/Lee Jung-im/ Geum Ga-in | MBC  |
| 2006 | Thank You Life        | Choi Yoon-seo                                                     | KBS2 |
| 2006 | Dae Jo Yeong          | Chu-lin                                                           | KBS1 |
| 2007 | The Great Catsby      | Persu                                                             | tvN  |
| 2008 | My Lady Boss, My Hero | Shim Sang-goon                                                    | OCN  |
| 2009 | Again, My Love        | Choi Yoon-hee                                                     | KBS2 |
| 2009 | Queen Seondeok        | Princesa Cheonmyeong                                              | MBC  |
| 2011 | My Princess           | Oh Yoon-joo                                                       | MBC  |
| 2012 | I Love Lee Tae-ri     | Lee Tae-ri                                                        | tvN  |
| 2014 | Mr. Back              | Hong Ji-yoon                                                      | MBC  |
| 2015 | Last                  | Seo Mi-joo                                                        | jTBC |
| 2019 | My Country            | Reina Sindeok                                                     | jTBC |
| 2020 | Soul Mechanic         | Ji Young-won                                                      | KBS2 |

### Películas
| Año  | Título                        | Papel         | Ref.   |
| ---- | ----------------------------- | ------------- | ------ |
| 1999 | Memento Mori                  | Hyo-shin      |        |
| 2000 | Summer Story                  | Han Ga-eul    |        |
| 2000 | The Rhapsody                  | Kang Ji-young |        |
| 2001 | No Hope, No Fear (short film) |               |        |
| 2002 | Dig or Die                    | Yoon-ah       |        |
| 2004 | Wet Dreams 2                  | cameo         |        |
| 2008 | Life Is Cool                  | Kang Yeon-woo |        |
| 2009 | Fortune Salon                 | Tae-rang      |        |
| 2011 | Head                          | Shin Hong-joo |        |
| 2011 | Mr. Idol                      | Oh Goo-joo    |        |
| 2013 | An End to Killing             | Khulan        | [ 12 ] |
| 2020 | Josée                         | Hye-seon      | [ 13 ] |